# Pruské
Pruské (allemand : Pruskau, hongrois : Poroszka) est un village de Slovaquie situé dans la région de Trenčín.

## Histoire
La première mention écrite du village date de 1224.

## Démographie

### Évolution de la population
| Année:               | 1994. | 2004.    | 2014.   | 2024.   |
| -------------------- | ----- | -------- | ------- | ------- |
| Nombre de personnes: | 2685  | 2088     | 2244    | 2290    |
| Différence:          |       | -22,23 % | +7,47 % | +2,04 % |

| Année:               | 2023. | 2024.   |
| -------------------- | ----- | ------- |
| Nombre de personnes: | 2299  | 2290    |
| Différence:          |       | -0,39 % |